# سوهاج (مدينة)
سُوهَاج، هي مدينة تقع على
الضفة الغربية لنهر النيل في مصر. وهي عاصمة محافظة سوهاج منذ عام 1960، والتي كانت تعرف سابقاً بمحافظة جرجا وعاصمتها جرجا. وكانت المحافظة تضم في السابق المنطقة المعروفة اليوم بمحافظة قنا.

## تاريخ
شهدت محافظة سوهاج أحداثا تاريخية هامة بدأت من عصور ما قبل التاريخ وامتدت طوال العصر الفرعوني والعصرين اليوناني الروماني. كما قامت على أرضها ثلاثة أقاليم مصرية قديمة من الثامن إلى العاشر ففي عصور ما قبل التاريخ استقر الإنسان على أرضها وتشهد على ذلك مستوطنات العمرة والمحاسنة. وفي عصر ما قبل الأسرات وبداية الأسرات لعبت مدينة ثنى دوراً في التاريخ المصري القديم. ومن البربا مركز جرجا خرج الحكام الذين وحدوا قطري مصر وكان آخرهم الملك مينا.

### العيد القومي للمحافظة
تحتفل المحافظة كل عام بعيدها القومي والذي يوافق العاشر من أبريل، وقد جاء اختيار هذا التاريخ ليكون عيداً قومياً للمحافظة احتفالاً بنجاح أبناء الإقليم في التصدي لقوات الغزو الفرنسية حينما جاءت بحملتها الشهيرة على مصر وزحفت بجيوشها إلى الجنوب ولاقت الحملة مقاومة شديدة بمدن وقرى المحافظة.

### ثورة 25 يناير

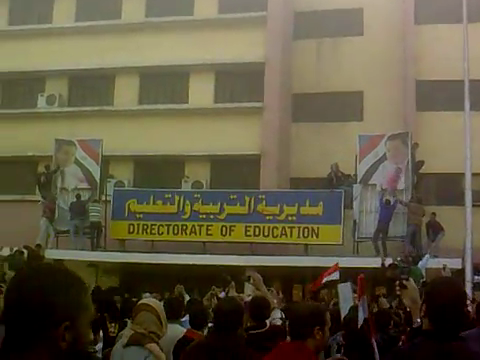
متظاهرون يزيلون صور حسني مبارك عن مبنى مديرية التعليم بسوهاج

انطلقت ثورة 25 يناير بسوهاج من أول يوم كباقي محافظات الجمهورية حيث شاركت في المظاهرات منذ اليوم الأول، وسرعان ما تزايدت أعداد المتظاهرين من المئات إلى الآلاف في جمعة الغضب، ثم مئات الآلاف حتى جمعة التنحي. تعدَّى عدد المشاركين بالمظاهرات التي جابت عاصمة المحافظة النصف مليون متظاهر، واستمرَّت حتى خطاب التنحي.

## التقسيم الإداري

### الأحياء
تنقسم المدينة إلى حي شرق وحي غرب:
- حي غرب ويضم شارع 15 وشارع الجمهورية والزهراء وميدان الثقافة وسينما الأوبرا وهي من أرقى شوارع سوهاج وحي غرب سوهاج ويضم ميدان سيدي العارف ميدان الشهيد والفرشوطي والحويتي.
- حي شرق:- يضم مبني المحافظة والإدارة بمدينة نصر ويضم عرب الأطوله والعزبة وعرب محروس وجزيرة محروس والاستاد الرياضي بالإضافة إلى قرى ومركز سوهاج.

## الجغرافيا والمناخ

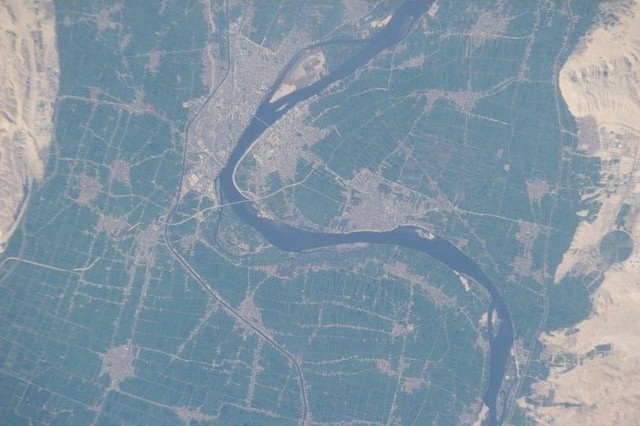
صورة جوية يالقمر الصناعي لمدينة سوهاج

تتميز محافظة سوهاج، كباقي محافظات الصعيد، بالمناخ الصحراوي الجاف حيث ترتفع درجة الحرارة في الصيف (نهارًا) وتعتدل شتاءً (ليلاً).
| البيانات المناخية لـسوهاج         | البيانات المناخية لـسوهاج | البيانات المناخية لـسوهاج | البيانات المناخية لـسوهاج | البيانات المناخية لـسوهاج | البيانات المناخية لـسوهاج | البيانات المناخية لـسوهاج | البيانات المناخية لـسوهاج | البيانات المناخية لـسوهاج | البيانات المناخية لـسوهاج | البيانات المناخية لـسوهاج | البيانات المناخية لـسوهاج | البيانات المناخية لـسوهاج | البيانات المناخية لـسوهاج |
| الشهر                             | يناير                     | فبراير                    | مارس                      | أبريل                     | مايو                      | يونيو                     | يوليو                     | أغسطس                     | سبتمبر                    | أكتوبر                    | نوفمبر                    | ديسمبر                    | المعدل السنوي             |
| --------------------------------- | ------------------------- | ------------------------- | ------------------------- | ------------------------- | ------------------------- | ------------------------- | ------------------------- | ------------------------- | ------------------------- | ------------------------- | ------------------------- | ------------------------- | ------------------------- |
| الدرجة القصوى °م (°ف)             | 30.8 (87.4)               | 37.5 (99.5)               | 42.2 (108.0)              | 43.9 (111.0)              | 47.4 (117.3)              | 47.9 (118.2)              | 47.0 (116.6)              | 43.4 (110.1)              | 44.4 (111.9)              | 43.1 (109.6)              | 37.0 (98.6)               | 33.3 (91.9)               | 47.9 (118.2)              |
| متوسط درجة الحرارة الكبرى °م (°ف) | 22.0 (71.6)               | 23.8 (74.8)               | 27.5 (81.5)               | 33.6 (92.5)               | 37.7 (99.9)               | 39.6 (103.3)              | 38.8 (101.8)              | 37.8 (100.0)              | 36.0 (96.8)               | 33.7 (92.7)               | 28.2 (82.8)               | 23.5 (74.3)               | 31.9 (89.4)               |
| المتوسط اليومي °م (°ف)            | 13.9 (57.0)               | 15.6 (60.1)               | 18.9 (66.0)               | 24.5 (76.1)               | 29.1 (84.4)               | 30.7 (87.3)               | 31.0 (87.8)               | 29.9 (85.8)               | 27.9 (82.2)               | 25.1 (77.2)               | 19.8 (67.6)               | 15.4 (59.7)               | 23.5 (74.3)               |
| متوسط درجة الحرارة الصغرى °م (°ف) | 7.3 (45.1)                | 8.8 (47.8)                | 11.8 (53.2)               | 16.6 (61.9)               | 21.1 (70.0)               | 23.1 (73.6)               | 24.1 (75.4)               | 23.1 (73.6)               | 20.6 (69.1)               | 17.8 (64.0)               | 13.0 (55.4)               | 9.2 (48.6)                | 16.4 (61.5)               |
| أدنى درجة حرارة °م (°ف)           | 0.4 (32.7)                | 2.6 (36.7)                | 3.3 (37.9)                | 7.7 (45.9)                | 11.5 (52.7)               | 15.7 (60.3)               | 17.6 (63.7)               | 18.0 (64.4)               | 15.9 (60.6)               | 11.4 (52.5)               | 4.8 (40.6)                | 2.6 (36.7)                | 0.4 (32.7)                |
| الهطول مم (إنش)                   | 0 (0)                     | 1 (0.0)                   | 0 (0)                     | 0 (0)                     | 0 (0)                     | 0 (0)                     | 0 (0)                     | 0 (0)                     | 0 (0)                     | 0 (0)                     | 0 (0)                     | 0 (0)                     | 1 (0)                     |
| متوسط أيام هطول الأمطار           | 0.1                       | 0.1                       | 0.2                       | 0.1                       | 0                         | 0                         | 0                         | 0                         | 0                         | 0                         | 0                         | 0.2                       | 0.7                       |
| متوسط الرطوبة النسبية (%)         | 57                        | 50                        | 44                        | 36                        | 30                        | 31                        | 37                        | 43                        | 45                        | 44                        | 51                        | 56                        | 43.7                      |
| المصدر #1: NOAA                   |                           |                           |                           |                           |                           |                           |                           |                           |                           |                           |                           |                           |                           |
| المصدر #2: Climate Charts         |                           |                           |                           |                           |                           |                           |                           |                           |                           |                           |                           |                           |                           |

## الاقتصاد

### الزراعة
يعتبر النشاط الزراعي أساس الهيكل الاقتصادي للمحافظة، وتبلغ المساحة المزروعة 295,600 فدان وتبلغ المساحة القابلة للاستصلاح 22,058 فدان وتشتهر بمحاصيل القمح والبصل والفول والقطن والقصب والذرة الشامية والرفيعة، كما تبلغ إجمالي المساحة القابلة للاستصلاح 17,011 فدان.
من أهم المحاصيل الزراعية التي تزرع فيها قصب السكر حيث تحتل المركز الثاني بعد محافظة قنا. بالإضافة إلى القمح والذرة الشامية (بيضاء وصفراء) والبرسيم والبصل والكوسة والثوم والطماطم والبطاطس - التي يتم تصديرها لأوروبا.

### الصناعة
بها عدد من الصناعات الغذائية وصناعة الغزل والنسيج وبعض الحرف كصناعة الأثاث والنسيج اليدوي والسجاد والكليم. ويتواجد على أرض المحافظة عدد (4) مناطق صناعية وهي:
- المنطقة الصناعية بحي الكوثر 600 فدان.
- المنطقة الصناعية غرب طهطا 911 فدان.
- المنطقة الصناعية بالأحايوه شرق 250 فدان.
- المنطقة الصناعية بغرب جرجا 1086 فدان.
- كما يتواجد أيضاً مشروع المجمع الصناعي للصناعات الصغيرة على مساحة 58 فدان بمنطقة الكوثر الصناعية ويتكون من 720 وحدة إنتاجية.
- كما يوجد بجرجا مصنع السكر والتقطير الذي ينتج العديد من المنتجات الحيوية منها السكر والعسل الأسود والخشب الحبيبي كما ينتج المولاس ويدخل في صناعة العطور وغيرها.
- كما يوجد بجرجا والبلينا مطاحن مصر وكما يوجد العديد من الورش والمصانع الصغيرة والبسيطة.
- كما يوجد بسوهاج مصنع للشيكولاته والكاكاو
- وبها أكبر مصانع مصر والمنطقة لتجفيف البصل.[7]

### الثروات المعدنية
توجد بمحافظة سوهاج كميات هائلة من خام الطفلة والرخام ومعدن الكالسيت والحجر الجيري والحجر العيسوي والرمل.

## الثقافة
عدد قصور الثقافة 3 قصور، 10 بيوت ثقافة ويوجد بالمحافظة 19 مكتبة عامة ويصل عدد المكتبات المشتركة في المهرجان 13 مكتبة.

## التعليم
يقع في حي شرق جامعة سوهاج التي تضم 7 كليات.
وبها مركزاً للبحث العلمي، و 12 مركزاً للتدريب المهني. ويبلغ عدد مدارس التعليم قبل الجامعي فيها 1,247 مدرسة للتعليم العام، تتواجد منها في القطاع الريفي 917 مدرسة، بنسبة 73.5%، بالإضافة إلى 317 مدرسة للتعليم الأزهري تتواجد منها بالقطاع الريفي 311 مدرسة.
تتصدر سوهاج صعيد مصر في الأيدي العاملة، فأكثر من نصف الأيدي العاملة تعمل خارج مصر في دول الخليج وليبيا وبعض الدول الأوربية، ويُعَدّ الدخل الأول للمحافظة هو تحويلات العاملين بالخارج.[بحاجة لمصدر]

## السياحة

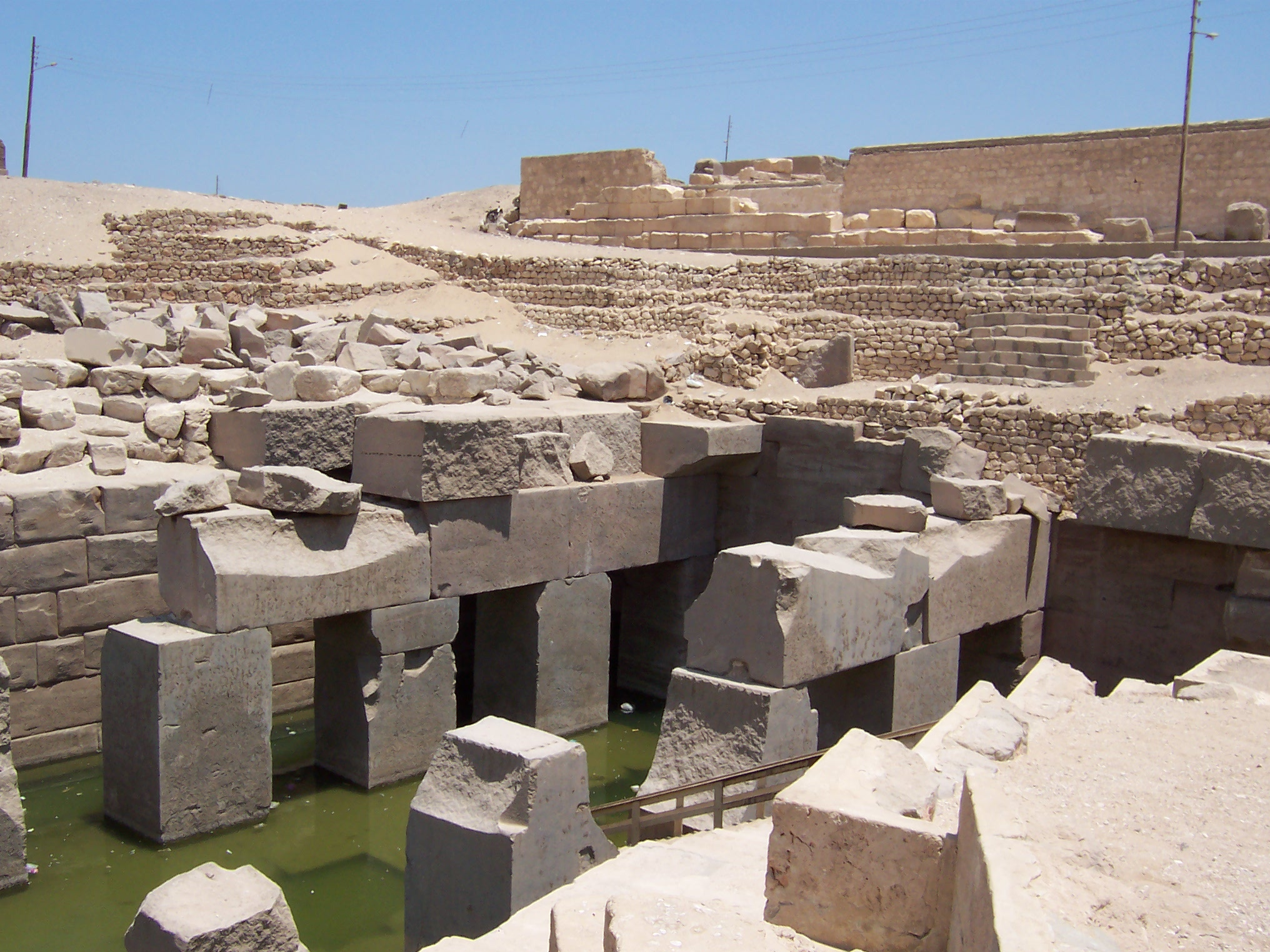
أوزيريون أبيدوس

تمتاز محافظة سوهاج بتنوع مناطق الجذب السياحي بها بين القديم والحديث، ومن أشهر هذه المناطق: مقابر لبعض ملوك الأسرتين الأولى والثانية في الجعاب. بيت خلاف توجد واحدة من أكبر مصاطب كبار الدولة في عهد الملك زوسر. أبيدوس المركز الرئيسي لعبادة أوزيريس والمدينة ذات القدسية الكبيرة عبر التاريخ المصري. وتضم معبد سيتي الأولن وهو المعبد الوحيد المسقوف بأكمله في مصر. جبل الهريدي يضم مجموعة من المقابر الصخرية من الدولتين الأولى القديمة والحديثة.
من المواقع الأثرية والسياحية الأخرى بالمنطقة:
- أتربيس.
- الحواويش.
- وادي بير العين.
- جبل الهريدي
- أخميم.
- قرية الكوثر السياحية.
- مساجد سوهاج.

### دور العبادة

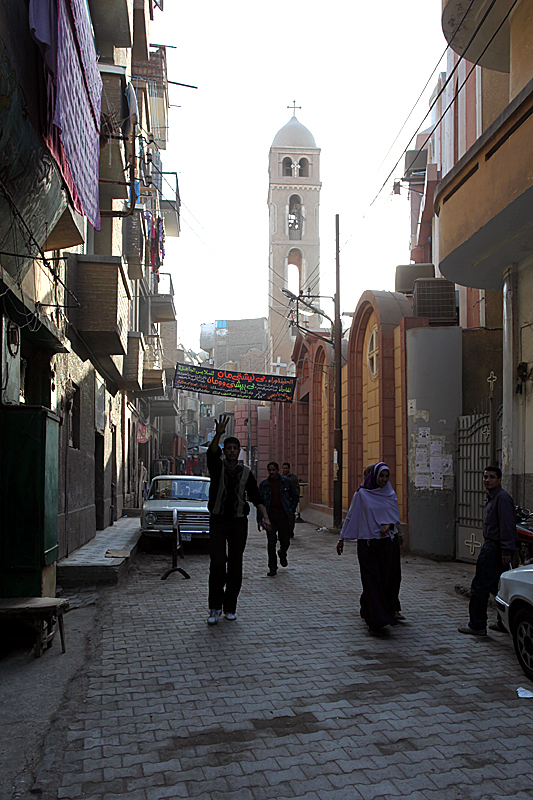
كنيسة العذراء
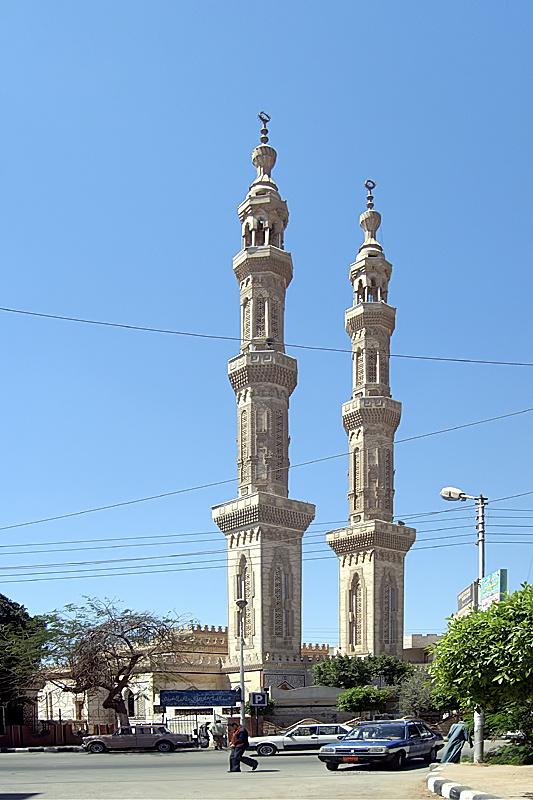
جامع علي بن أبي طالب
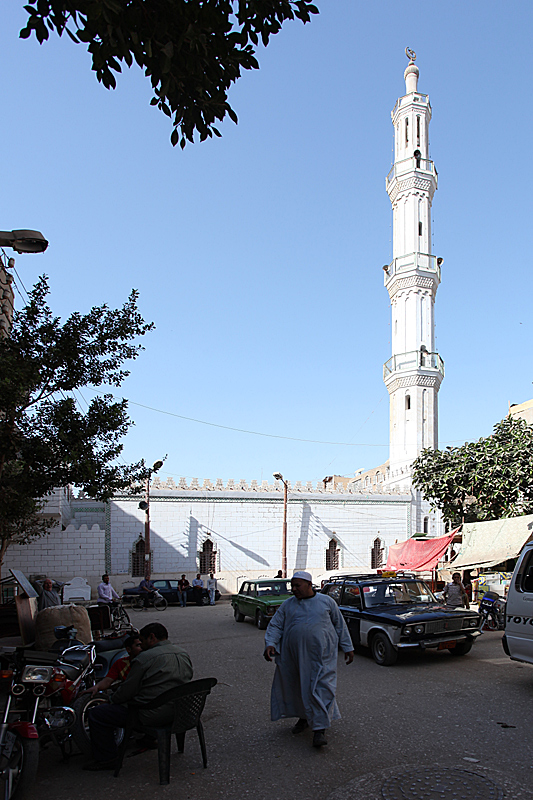
جامع الفرشوطي
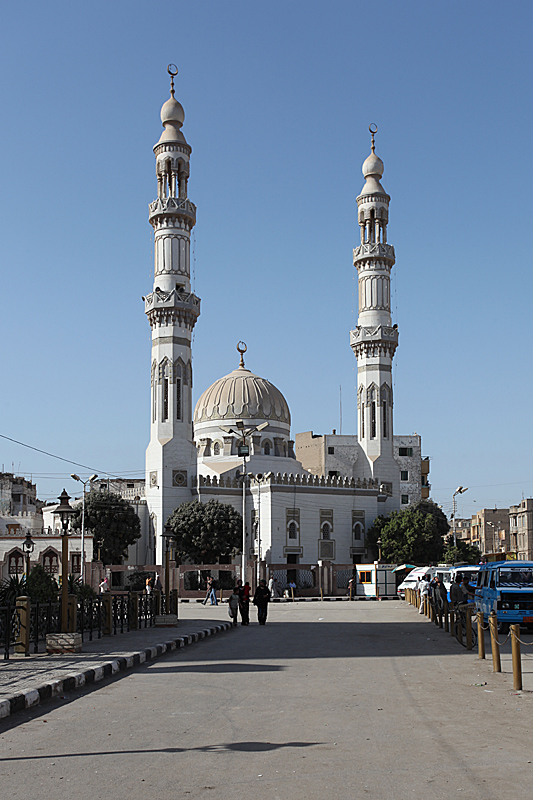
جامع العارف

## النقل

### كوبري الثقافة
بلغت التكلفة الإجمالية لإنشاء الكوبري 300 مليون جنيه بطول 650 متر وعرض متفاوت بين 14.5 مترًا حتى 19.5 مترًا واتجاهات الكوبري بداية من شارع التحرير وحتى شارع الشهيد بعرض متفاوت من 14.5م إلى 19.5م، ويضم 4 حارات بواقع حارتين لكل اتجاه، ويشمل منزل بشارع بورسعيد 200م بعرض 6.8م بواقع حارتين، ومطلع من شارع أسيوط/سوهاج 175م بعرض 6.8م بواقع حارتين، بالإضافة إلى مطلع من شارع المحطة 135م بعرض 6.3م بواقع حارتين.

## وصلات خارجية
- البوابة الإلكترونية لمحافظة سوهاج